# Scolecobasidium constrictum
Scolecobasidium constrictum är en svampart som beskrevs av E.V. Abbott 1927. Scolecobasidium constrictum ingår i släktet Scolecobasidium, divisionen sporsäcksvampar och riket svampar.   Inga underarter finns listade i Catalogue of Life.